# Кузнецов, Борис Ярославович
Борис Ярославович Кузнецов (25 мая 1957, Москва, РСФСР, СССР) — советский футболист, защитник. Мастер спорта СССР (1983).

## Карьера
Детство прошло на улице 8 Марта в Москве. Увлекался футболом, но несколько раз не смог пройти отбор в спортивную секцию.
В 11 лет попал в СДЮШОР ЦСКА как вратарь, потом стал полевым игроком. Первый тренер — Виктор Чистохвалов.
Первый тренер во взрослой команде (1975 год) — Анатолий Тарасов.
Тренировались у него как спартанцы — кто выжил, тот и играет.
В высшей лиге чемпионата СССР впервые сыграл за ЦСКА, затем из-за высокой конкуренции в основном составе команды ушёл в «Локомотив», где играл под руководством Александра Севидова и стал капитаном команды. После того, как Севидов покинул команду, новый главный тренер ЦСКА Альберт Шестернёв позвал Кузнецова к себе, он и в ЦСКА стал капитаном команды. Через два года из-за смены тренера решил покинуть команду и по проекции Георгия Ярцева перешёл из ЦСКА в «Спартак». В 1985 году был признан лучшим защитником чемпионата в списке «33 лучших». В сезоне 1987 года отметился автоголом.
Был включен в состав сборной СССР на чемпионат мира 1986, однако в последний момент на турнир не поехал из-за замены главного тренера Эдуарда Малофеева на Валерия Лобановского.
В первом же туре чемпионата 1988 года получил разрыв крестообразной связки, из-за чего не поехал и на Олимпиаду-88. По ходу сезона перешёл в «Ростсельмаш».
В 1989 провёл несколько матчей («мелькнул») за «Ротор», откуда вместе с рядом ветеранов команды (Сочнов, Поздняков, Прудников) вернулся в «Спартак» под руководство начинавшего тогда тренерскую карьеру Олега Романцева.
В 1990—1992 годах выступал за клуб второго чехословацкого дивизиона «Жилина» вместе с Колядко и Кужлевым. В 1992 году играл в бангладешском «Мохаммедане» из Дакки вместе с другими партнерами по «Спартаку» — Абдураимовым и Новиковым. Отыграв один сезон, завершил карьеру футболиста. Занялся частным бизнесом, торговал продуктами питания.
По состоянию на 2013 год был владельцем и генеральным директором ООО «Дека», которому принадлежал завод по производству мясных паштетов в Волоколамске.

## Достижения
- Чемпионат СССР:

Чемпион (1987, 1989).
Серебряный призёр (1985).
Бронзовый призёр (1986).
- Серебряный призёр чемпионата Бангладеш (1992).
- Победитель Кубка Федерации футбола СССР (1987).
- В списке 33 лучших футболистов сезона в СССР — № 1 (1985), № 2 (1986).